# Поконо Пајнс (Пенсилванија)
Поконо Пајнс (енгл. Pocono Pines) насељено је место без административног статуса у америчкој савезној држави Пенсилванија.

## Демографија
По попису из 2010. године број становника је 1.409, што је 396 (39,1%) становника више него 2000. године.
| Група             | 2000.       | 2010.         |
| Белци             | 958 (94,6%) | 1.244 (88,3%) |
| Афроамериканци    | 17 (1,7%)   | 44 (3,1%)     |
| Азијати           | 5 (0,5%)    | 11 (0,8%)     |
| Хиспаноамериканци | 28 (2,8%)   | 98 (7,0%)     |
| Укупно            | 1.013       | 1.409         |